# Matt Gotrel
Matthew Anthony William "Matt" Gotrel (MBE) (født 1. marts 1989 i Chipping Campden, England) er en engelsk roer, olympisk guldvinder og dobbelt verdensmester.
Gotrel vandt guld for Storbritannien i otter ved OL 2016 i Rio de Janeiro. Udover Gotrel bestod bådens besætning af Tom Ransley, Andrew Triggs Hodge, Scott Durant, Pete Reed, Paul Bennett, Matt Langridge, Will Satch og styrmand Hill. Den britiske båd vandt guldmedaljen foran Tyskland og Holland, der tog sølv- og bronzemedaljerne.
Gotrel har desuden vundet to verdensmesterskaber i otter, ved henholdsvis VM 2014 i Holland og VM 2015 i Frankrig.

## OL-medaljer
- 2016:  Guld i otter